# Łomowka (obwód kurski)
Łomowka (ros. Ломовка) – chutor w zachodniej Rosji, w sielsowiecie baninskim rejonu fatieżskiego w obwodzie kurskim.

## Geografia
Miejscowość położona jest w dorzeczu Gniłowodczika (lewy dopływ Usoży w dorzeczu Swapy), 5 km od centrum administracyjnego sielsowietu (Czermosznoj), 7 km na północny wschód od centrum administracyjnego rejonu (Fatież), 51 km na północny zachód od Kurska, 4,5 km od drogi magistralnej (federalnego znaczenia) M2 «Krym» (część trasy europejskiej E105).
W chutorze znajduje się 8 posesji.
Klimat
Miejscowość, jak i cały rejon, znajduje się w strefie klimatu kontynentalnego z łagodnym ciepłym latem i równomiernie rozłożonymi opadami rocznymi (Dfb w klasyfikacji klimatów Köppena).

## Demografia
W 2010 r. chutor zamieszkiwało 6 osób.